# Brønshøj Torv
Brønshøj Torv er den centrale plads i Brønshøj. Torvet gennemløbes af Frederikssundsvej og har et rigt forretningsliv, bl.a caféer og butikker.
I perioden 1974–2002 havde torvet et springvand med yderbassinet fra Dragespringvandet på Rådhuspladsen. Dette blev fjernet og stillet på depot under en større ombygning i 2002-03 hvor der blev etableret et nyt springvand.
Den 27. maj 2009 afsløredes på torvet et monument over belejringsstaden Carlstad, som den svenske konge Carl X Gustav lod opføre som et led i belejringen af København 1658-60. Monumentet er finansieret af lokale bidrag og forestiller tre belejringstelte udført i kobber af kunstneren Tøf alias John Cornelius Rægaard.
Brønshøj Bibliotek ligger også ved Brønshøj Torv. Supercykelstien C97 går forbi Brønshøj Torv.

## Kollektiv trafik
28. september 1902 blev Brønshøj Torv endestation for en nyoprettet sporvejslinie fra Nørrebro st., fra 27. november 1902 med linjenummer 9. Allerede 24. april 1903 blev den imidlertid nedlagt til fordel for en ny linje 5, der i 1924 forlængedes til Husum Torv. I 1929 forlængedes linje 2 sydfra fra Godthåbsvej og fik endestation på torvet, mens linje 8 kom til fra Borups Alle i 1936. I 1953 afkortedes linje 8 til en ny endestation til en ny endestation ved Degnemose Alle, som den beholdt til sin omstilling til busdrift i 1965, hvor den samtidig forlængedes forbi Brønshøj Torv til Tingbjerg. Senere i 1965 kom også linje 7 forbi torvet, da den blev forlænget til Husum Torv i myldretiden. Få efter forsvandt sporene dog fra torvet, da linje 2 blev bus i 1969, linje 7 i 1971 og linje 5 som Københavns sidste sporvejslinje i 1972.
Efterfølgende fortsatte linje 2, 5 og 7 med at betjene Brønshøj Torv, der også i forskellige perioder blev passeret af linje 4H (senere 4E), 5H, 7E (tidligere linje 7), 17 og 17E. I dag varetages betjeningen af linje 2A (fra 2002), 5C (fra 2017) og 350S (fra 1995).
I 1936 blev Brønshøj Torv endestation for den nyoprettede natbuslinie B, der dog allerede senere samme år omstilledes til sporvejsdrift. I 1938 skete der en omlægning, så den nyoprettede linje E nu varetog betjeningen ad Frederikssundsvej, mens linje B fulgte linje 2's rute fra Godthåbsvej. Umiddelbart efter besættelsen i 1940 blev natdriften imidlertid indstillet. I 1952 vendte natsporvognene tilbage, men seks år efter i 1958 blev de erstattet af busser. I de følgende år blev linje B forlænget til Tingbjerg, men ellers skete der ingen større ændringer før 1984, hvor linje B omdøbtes til 902 og linje E til 905. I 1998 gennemførtes en større reform af natbusnettet, så trafikken ad Frederikssundsvej nu varetoges af linje 81N, mens linje 82N kørte til Tingbjerg. Det holdt til 2013, hvor linje 82N nedlagdes, mens linje 2A og 5A til gengæld fik drift hele døgnet. I 2017 blev linje 5A til linje 5C, og samtidig nedlagdes linje 81N mens linje 350S fik døgndrift.